# Zhao Erfeng

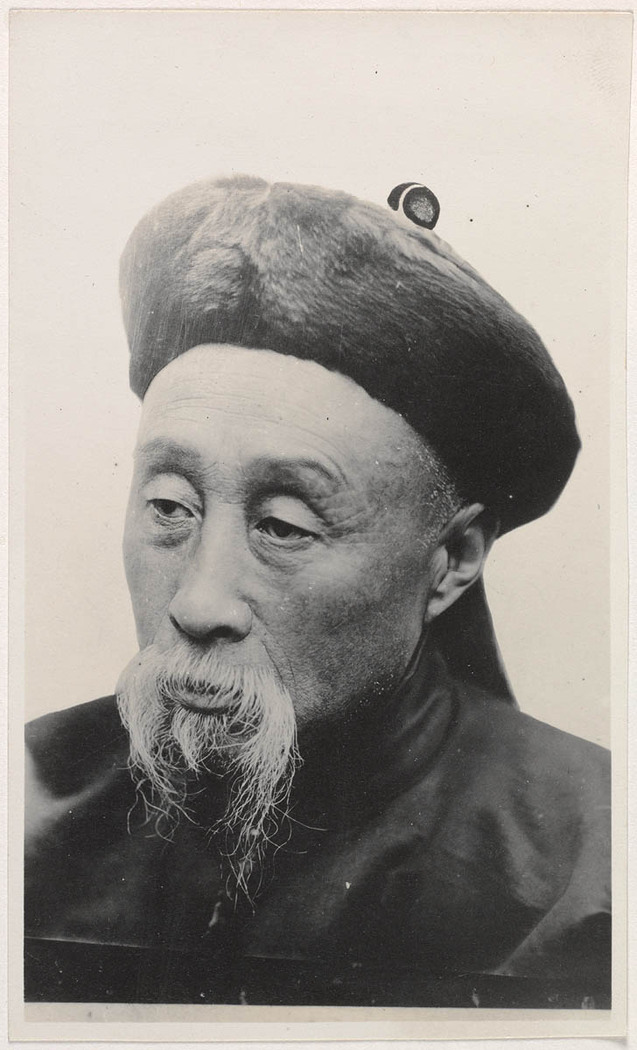
Zhao Erfeng, um 1910

Zhao Erfeng (chinesisch 趙爾豐 / 赵尔丰, W.-G. Chao Erh-feng; * 1845; † 1911), zi: 季和, war ein Qing-Beamter und chinesischer Bannermann, der dem Blauen Banner angehörte. Zhao errichtete als General, gestützt auf kaiserliche Truppen, in Osttibet 1906 eine Gewaltherrschaft und schuf die Basis für die militärische Besetzung von ganz Tibet im Jahr 1910.
Zhao Erfeng war ein jüngerer Bruder von Zhao Erxun.
Bald nach der Flucht des 13. Dalai Lama ins mongolische Exil im Jahre 1904 und nach dem Ende des Britischen Tibetfeldzuges und des Russisch-Japanischen Krieges gewann das Kaiserreich China neuen Spielraum, seine Macht in den Randgebieten des Reiches, mithin auch in Tibet zu festigen.
1905 hatte der Versuch eines Ambans, in Osttibet in die Autonomie der Klöster einzugreifen und aus dem Kloster Bathang die meisten Mönche zu vertreiben, zu blutigen Unruhen geführt und General Zhao Erfeng auf den Plan gerufen. Im Jahr 1906 ließ er Truppen gegen weitere Klöster marschieren, plünderte sie, schlachtete Mönche teilweise regelrecht ab und wurde so zum meistgehassten Mann in Tibet. 1907 besetzte er das südliche Kham militärisch und requirierte von der dortigen Bevölkerung entschädigungslos den Großteil der Getreidevorräte. 1908 verstärkte er seine Truppen und schickte sich zum Einmarsch in Zentraltibet an. Ein Protest der tibetischen Regierung gegen dieses militärische Vorgehen scheiterte an der Weigerung des Ambans, diesen Protest an die kaiserliche Regierung weiter zu leiten. Vielmehr wurden die Truppen weiter verstärkt und rückten, allerdings unter dem Kommando eines anderen Generals, des Mandschu Zhongyin, auf Lhasa vor.
Zhao Erfeng zählte zu den frühesten Opfern der chinesischen Revolution im Oktober 1911. Er wurde zum Tode verurteilt und hingerichtet.